# Johann Christoph Knöffel
Johann Christoph Knöffel (ur. 1686 w Oelsa (Rabenau), zm. 10 marca 1752 w Dreźnie) – niemiecki architekt, przedstawiciel drugiej fazy saskiego rokoka, aktywny głównie w Saksonii, na Łużycach i Dolnym Śląsku. 

## Życiorys
Knöffel był synem mistrza murarskiego Johanna Benedikta Knöffela, który brał udział w budowie drezdeńskiego kościoła Trzech Króli i innych projektów, oraz jego żony Anny Marii. Po krótkim okresie nauki Knöffel został oddany na naukę do kolegi swojego ojca, Johanna Christiana Fehre. W wieku 20 lat Knöffel uzyskał certyfikat czeladnika w cechu murarzy w 1706 roku.
Około 1708 roku Knöffel został zatrudniony bez wynagrodzenia jako asystent w Drezdeńskim Urzędzie Budowlanym. Dopiero w 1710 roku przyznano mu wynagrodzenie na podstawie kwalifikacji. Uzupełniał swoją praktyczną wiedzę budowlaną poprzez samokształcenie w zakresie architektury.
Pierwszą samodzielną pracę jako architekt Knöffel wykonał w latach 1719/20, projektując cały kompleks pałacu Großsedlitz (Heidenau) i jego ogrodów dla hrabiego Augusta Christopha von Wackerbartha, generalnego dyrektora budowlanego króla Augusta II Mocnego i przełożonego Drezdeńskiego Urzędu Budowlanego. W 1722 r. Knöffel awansował na Landbaumeistera (mistrza budowlanego), a sześć lat później został trzecim Oberlandbaumeisterem (mistrzem budowlanym), obok Zachariasa Longuelune i Matthäusa Daniela Pöppelmanna. Ta trójka jest uważana za głównych twórców drezdeńskiego stylu barokowego.
Knöffel kontynuował styl opracowany przez Pöppelmanna, ale połączył go z francuskimi elementami neoklasycystycznego baroku, który Zaharias Longuelune wprowadzał w Dreźnie od 1713 roku. Powściągliwa elegancja i estetyczne wyrafinowanie architektury listew pilastrowych Knöffela korespondują zarówno z racjonalizmem oświecenia, jak i ze współczesną architekturą francuskiego rokoka, podobnie jak wyróżniający się, wyraźnie uporządkowany projekt przestrzeni wewnętrznych. Jego głównym dziełem, a zarazem pierwszym budynkiem rokokowym w Dreźnie, jest Pałac Kurlandzki zbudowany dla hrabiego Wackerbartha w latach 1728–29.
Z biegiem lat Knöffel stawał się coraz bardziej asystentem słynnego Matthäusa Daniela Pöppelmanna, a następnie został jego następcą w 1734 roku, gdy Pöppelmann zrezygnował ze stanowiska szefa urzędu budowlanego z powodu wieku. W tym czasie pracował głównie dla saksońskiego premiera, hrabiego Heinricha von Brühla. W imieniu Brühla zbudował Brühlsche Herrlichkeiten na Tarasach Brühla w Dreźnie.
W 1738 roku Knöffel poślubił w Dreźnie Christine Eleonore Stenger, wnuczkę swojego poprzednika Pöppelmanna, z którą miał córkę i syna.
Kiedy w 1745 roku zmarł Jean de Bodt, następca hrabiego Wackerbartha na stanowisku Generalnego Inspektora Budownictwa Cywilnego i Wojskowego, cały urząd został zreformowany. W związku z tym Knöffelowi powierzono zarządzanie nowo utworzonym Sądem i Urzędem Budownictwa Cywilnego, które to stanowisko piastował do śmierci. W 1750 roku Knöffel został mianowany Dyrektorem Budownictwa Akcyzowego i piastował to stanowisko już od 1745 roku jako przedstawiciel Carla Friedricha Pöppelmanna. Poprzez swoje projekty Knöffel ukształtował tak zwaną Epokę Augustów. Saulsches Haus na ulicy Seegasse jest uważany za jego ostatnie dzieło w Dreźnie.
Knöffel zmarł w Dreźnie w 1752 roku i został pochowany w Johanniskirchhof. Jego grób nie zachował się. 
Następcą Knöffela w 1752 roku był jego uczeń Julius Heinrich Schwarze, który ukończył budowę katolickiego kościoła dworskiego w Dreźnie i jest uważany za mistrza saskiego rokoka. W 1762 roku Schwarze przekształcił dawny budynek czynszowy Knöffela w Pałac Cosel. Następcą Schwarzego w 1776 roku został Friedrich August Krubsacius, inny uczeń Knöffela, jako główny architekt państwowy. Był profesorem architektury w Akademii Sztuk Pięknych w Dreźnie od 1764 roku, a zatem architektoniczne dziedzictwo Knöffela nadal wpływało na licznych uczniów Krubsaciusa. Knöffel był architektem definiującym drugą fazę drezdeńskiego baroku, która trwała do ostatnich dekad XVIII wieku.

## Realizacje
- 1720-1721: zaprojektował rezydencję Großsedlitz (Górna Oranżeria i ogród francuski) dla hrabiego Wackerbartha
- 1721–1731: Pałac Rammenau w pobliżu Bischofswerdy (przypisywany Knöffelowi)
- 1723–1728: Pałac Wackerbartha w dzielnicy Neustadt w Dreźnie
- 1727–1730: Pałac Wackerbartha w Lößnitz
- od 1728: Pałac Barokowy Zabeltitz i ogród dla hrabiego Wackerbartha
- 1728/29: Gouvernementshaus (Dom Rządowy) w Dreźnie, później Pałac Kurlandzki, dla hrabiego Wackerbartha
- 1731: pałac w Kargowej (dziś powiat zielonogórski)[2]
- 1733-1752: Pałac Hubertusburg (przebudowa zamku)
- 1736: Villa Cara, Drezno
- 1738/39 Dom Erdmannsdorfa, Drezno
- 1739: Pawilon Ogrodowy na Tarasach Bruhla dla Heinricha von Brühla
- 1739–1742: Pałac Hoyma, później nazwany na cześć Johanna Adolpha von Brühla
- 1740: Projekt Starego Ratusza w Dreźnie, zbudowany przez Johanna Gottfrieda Fehre
- 1741–1749: założenie pałacowo-miejskie w Brodach koło Żar
- 1743: Budynek Galerii na Tarasie Brühla, Drezno
- 1744–1746: Przebudowa Johanneum (Drezno)
- 1746–1747: Przebudowa Pałacu Flemminga-Sułkowskiego, Drezno
- 1746: Cäsar- und Knöffelsches Haus, Drezno
- 1748: rozbudowa miasta Forst (Łużyce) po wielkim pożarze (na zlecenie hrabiego Brühla)
- 1748: Projekt nowej kopuły na Wieży Hausmanna lub Królewskiej w Merseburgu
- 1750: Układ ogrodu Pałacu Gaußig
- 1750: Przebudowa i rozbudowa Pałacu Nischwitz autorstwa Pöppelmanna
- 1751: (prawdopodobnie) Neusorge Pałac w Mittweida-Zschöppichen (przypisywany Knöffelowi)
- 1752–1753: Saulsches Haus, Drezno
- Dwór Grochwitz w pobliżu Herzbergu
- (prawdopodobnie) Dom Soli-Deo-Gloria (przypisywany Knöffelowi)
- (prawdopodobnie) Zamek Wachau (przypisywany Knöffelowi)

Wybrane projekty
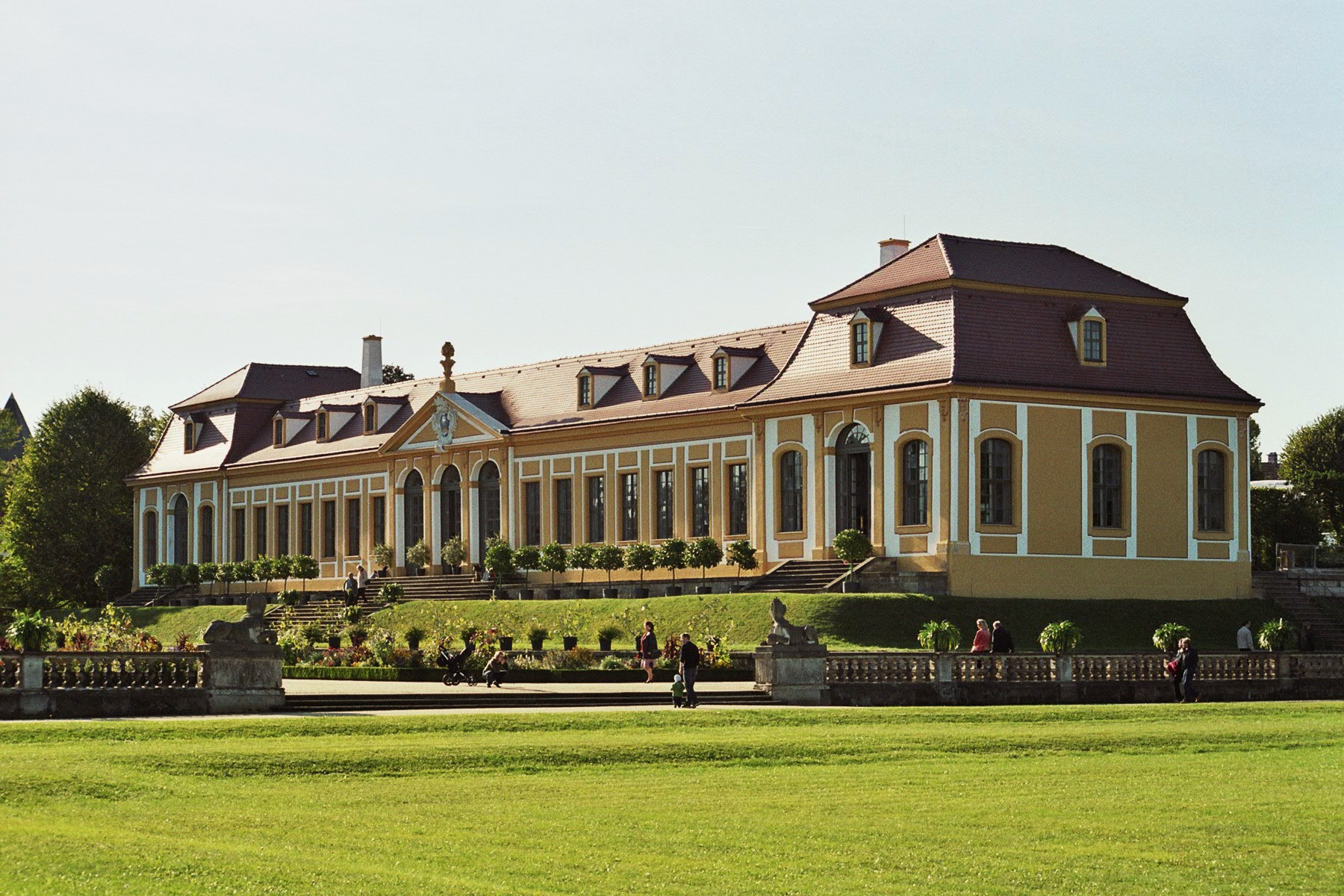
Górna Oranżeria w Großsedlitz
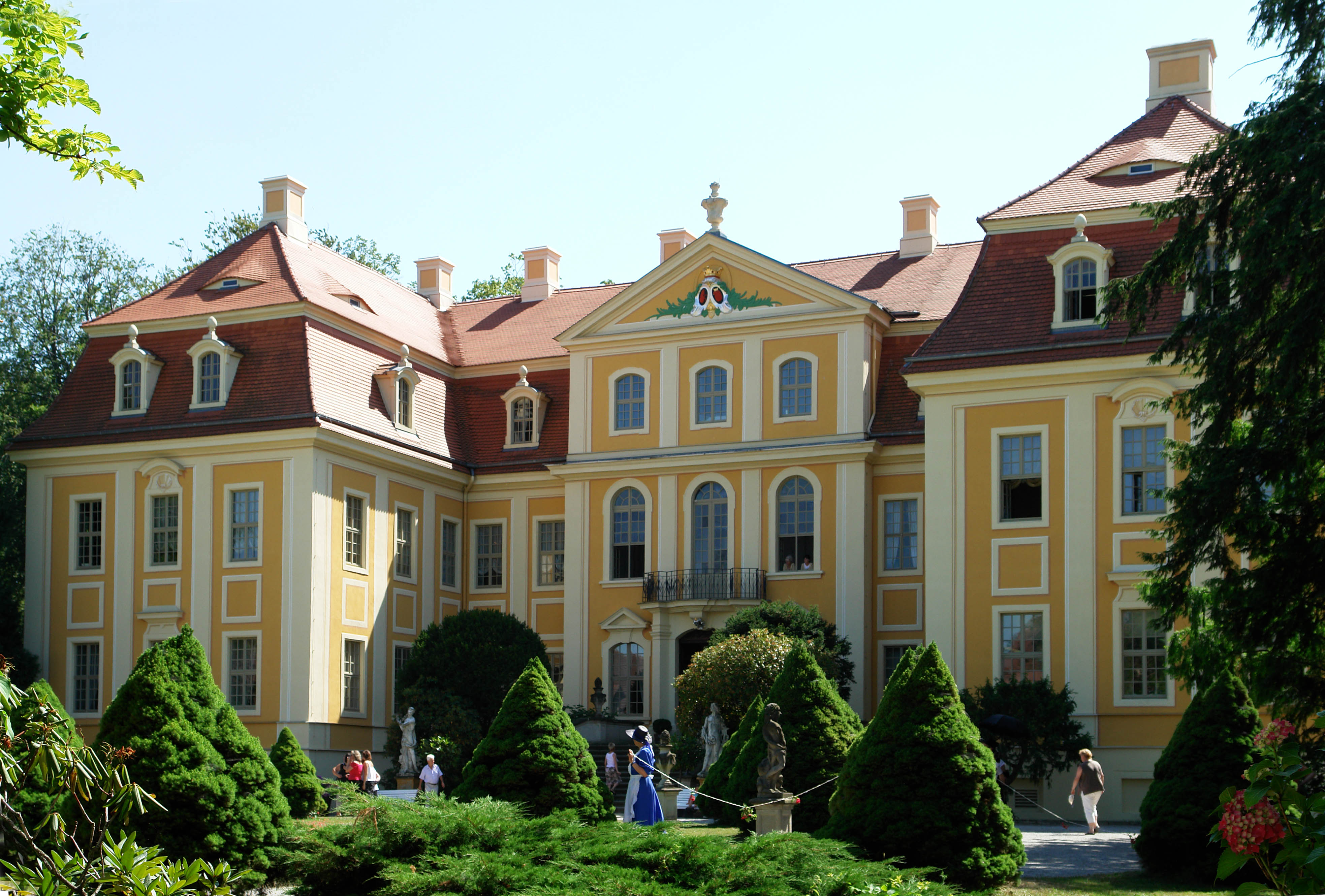
Pałac Rammenau
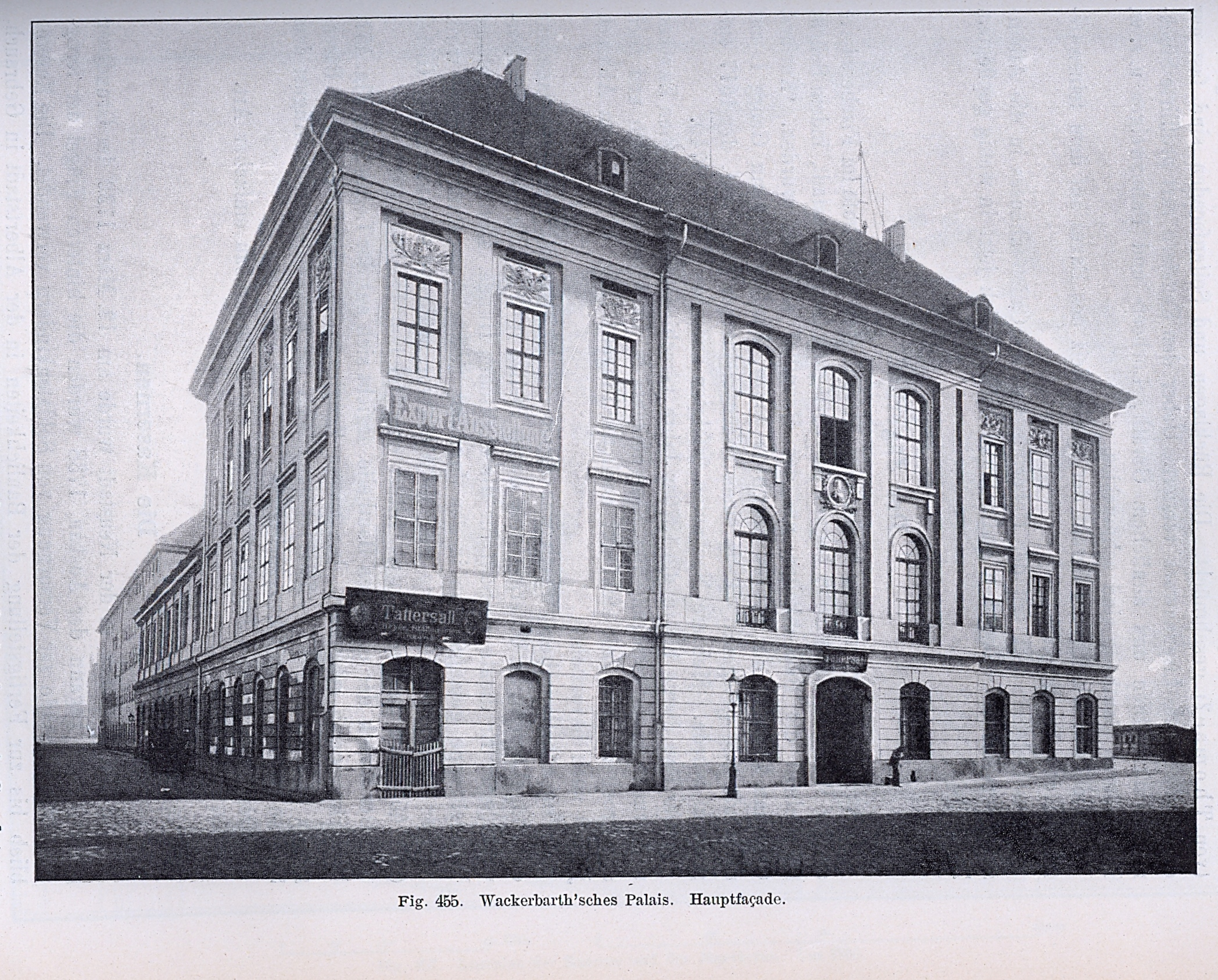
Pałac Wackerbarth w Dreźnie
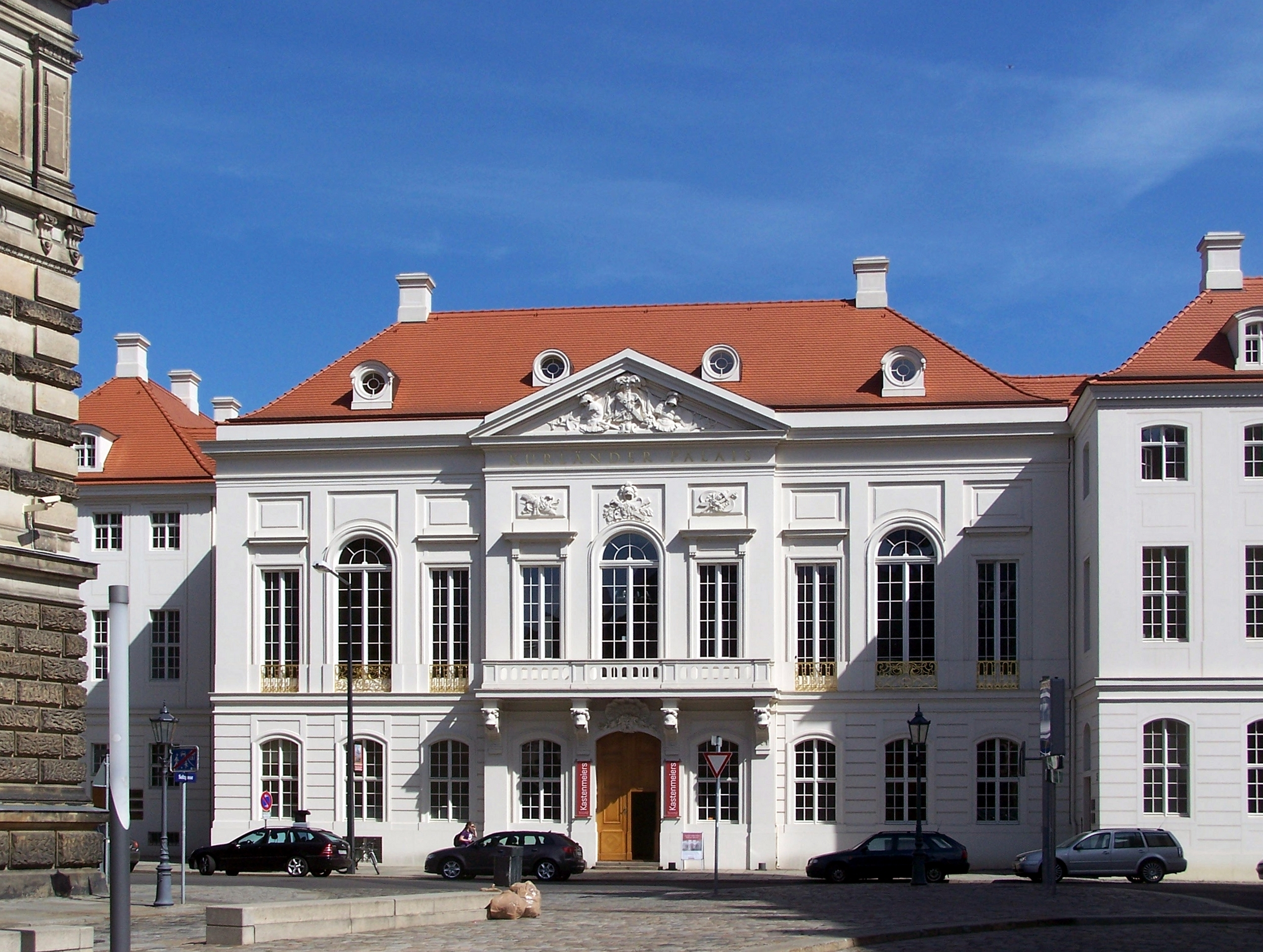
Drezno - Pałac Kurlandzki
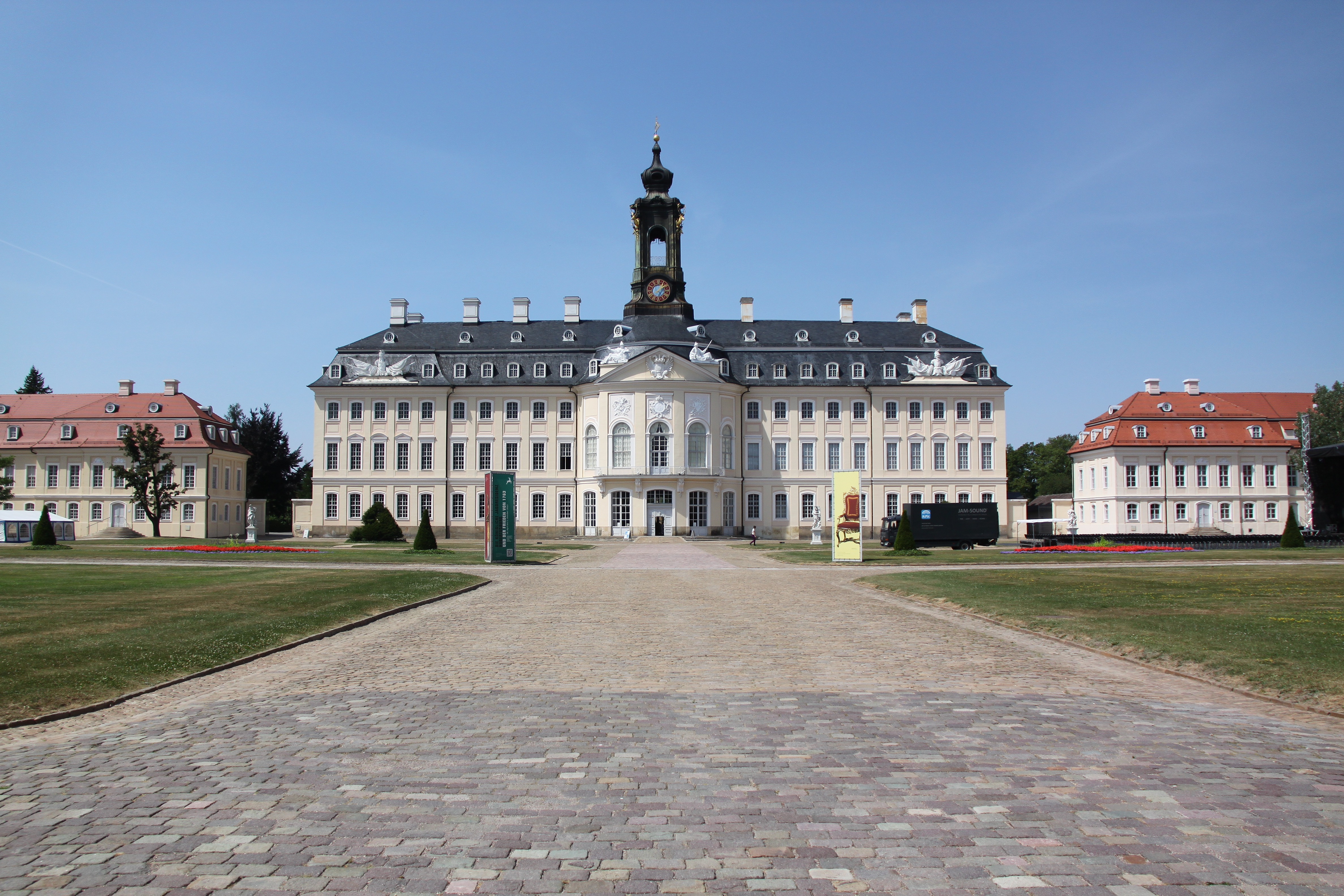
Pałac Hubertusburg (przebudowa)
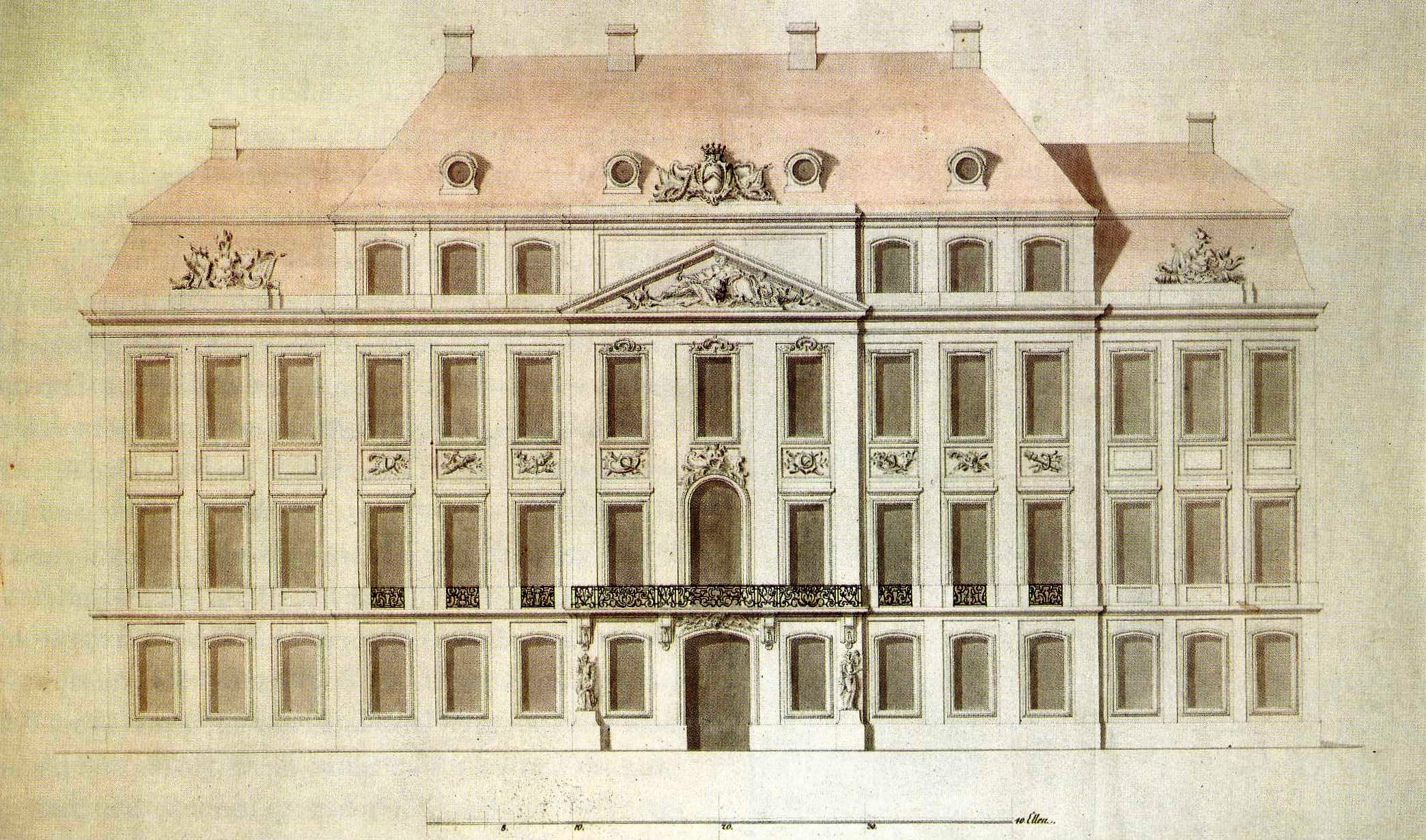
Pałac Brühla w Dreźnie - fasada zaprojektowana przez J. Knöffela
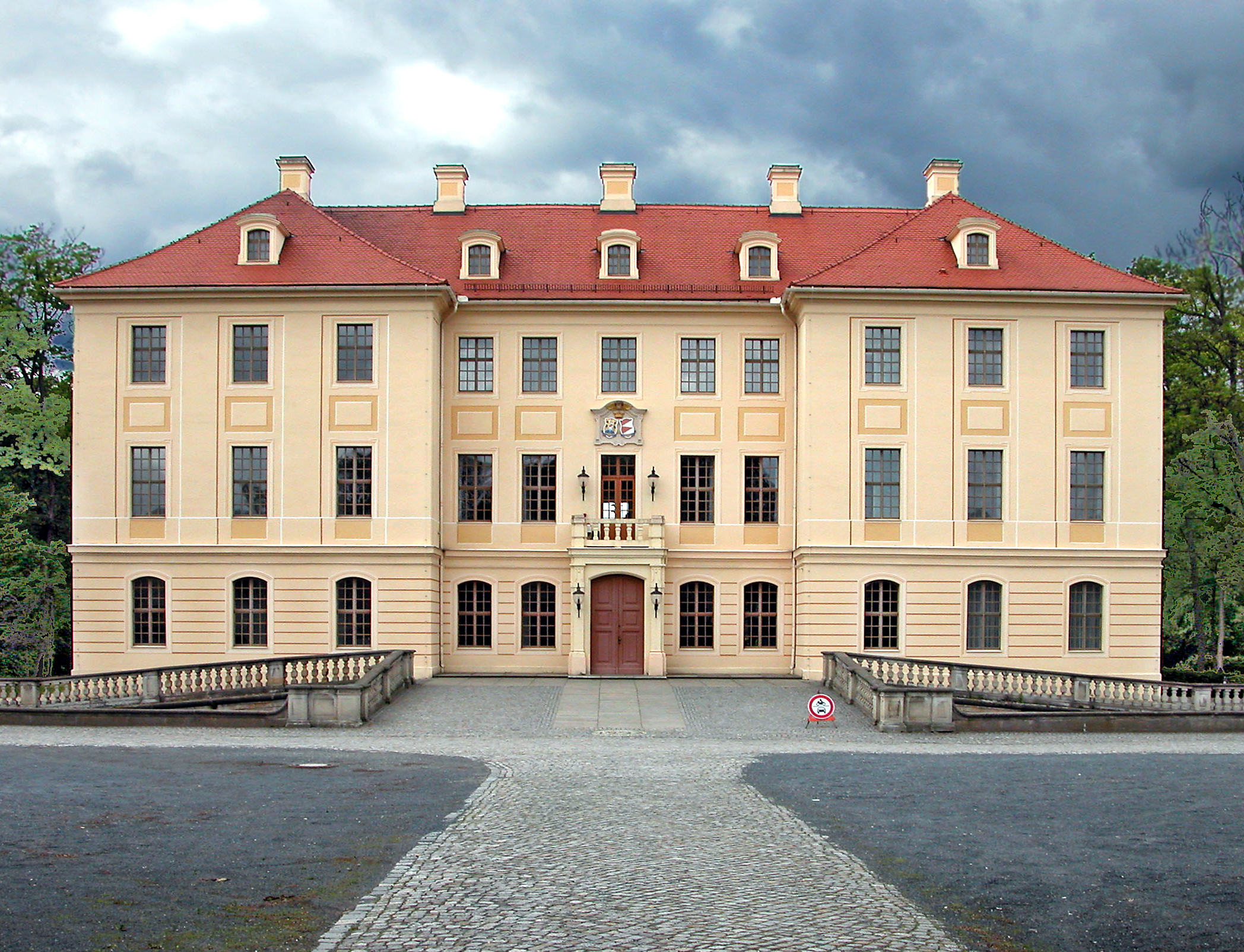
Pałac Zabeltitz
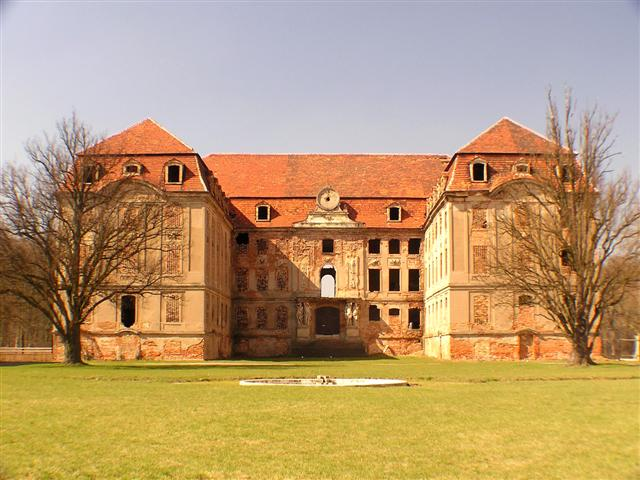
Pałac Brühla w Brodach (od dziedzińca)
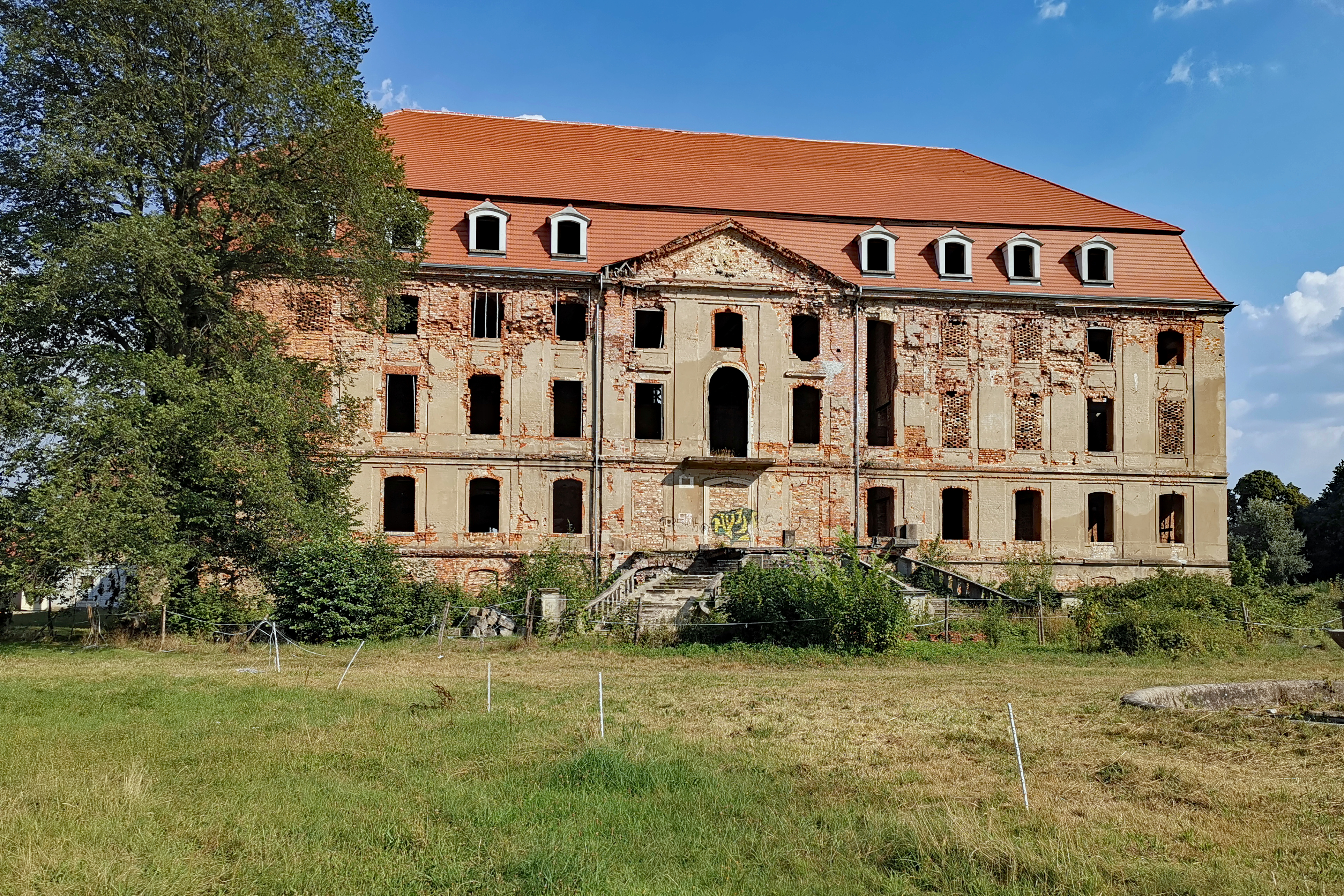
Pałac Brühla w Brodach (od ogrodu)
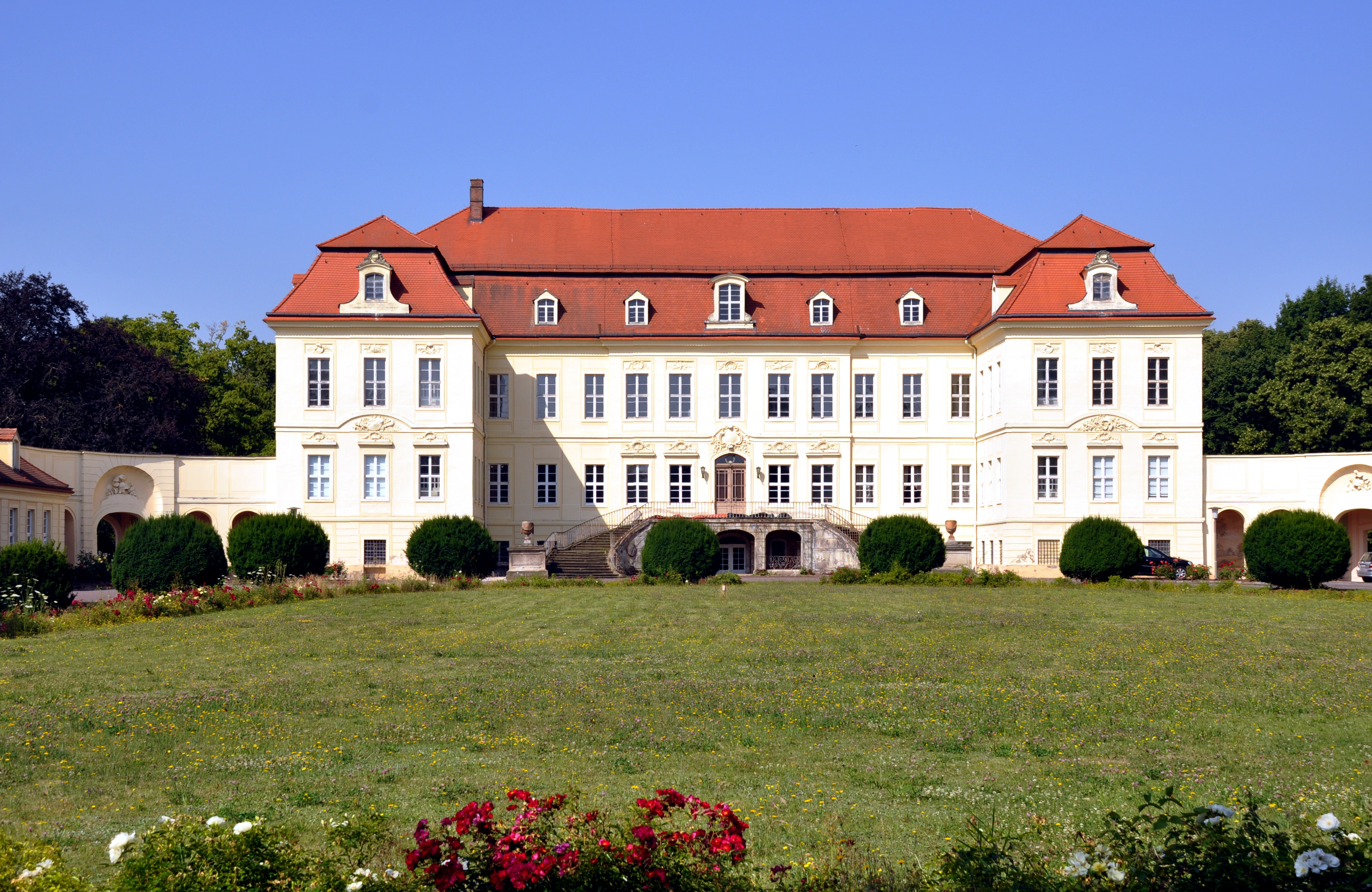
Pałac Nischwitz
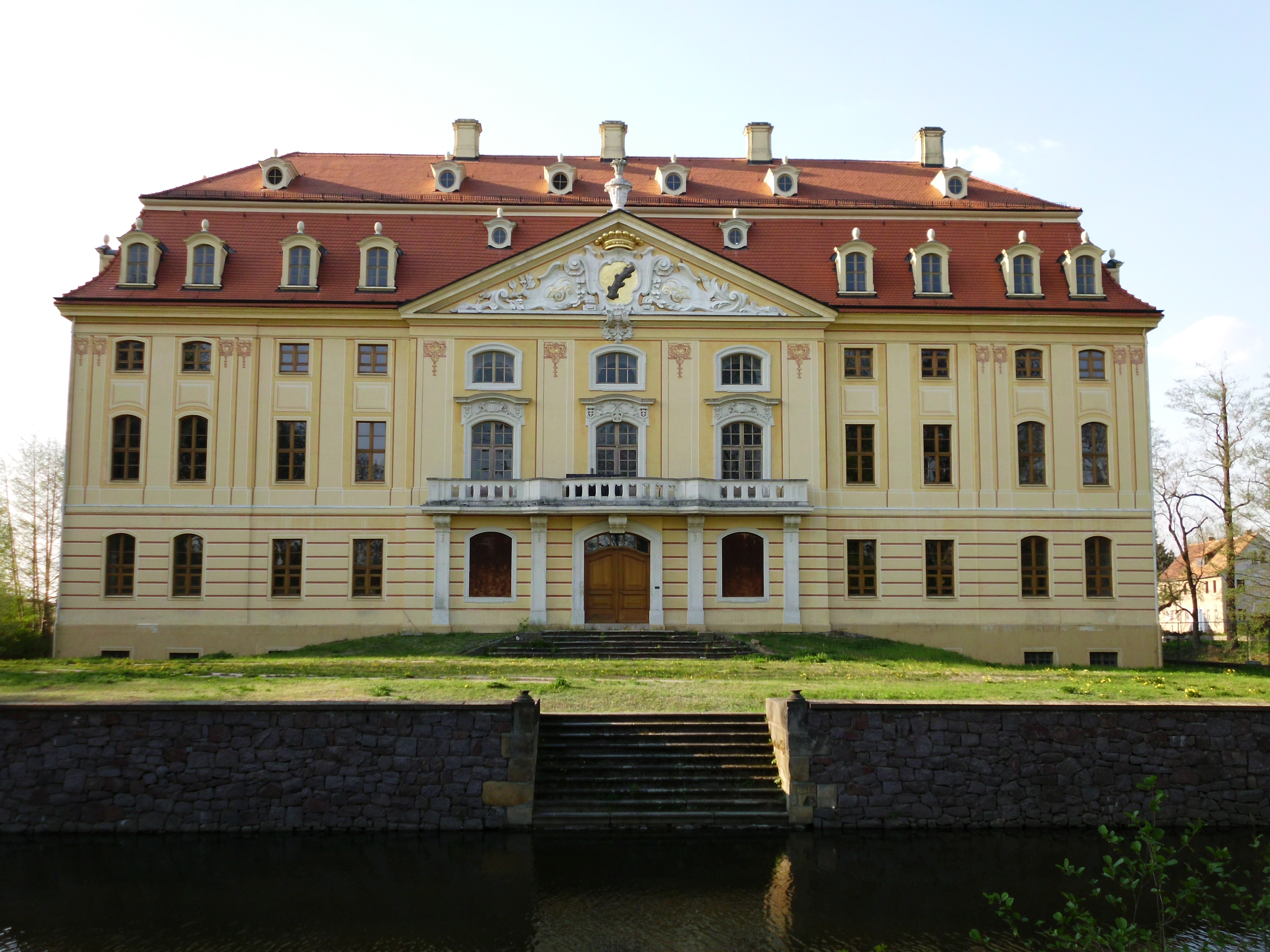
Pałac Wachau (przypuszczalnie)